# Macrocentrinae
Macrocentrinae (лат.) — подсемейство паразитических перепончатокрылых из семейства браконид.

## Описание
Длина 2—15 мм. Второй вертлуг ног апикально с несколькими шипами. Латеропе крупные, расположены около основания первого брюшного тергита. Нервеллюс заднего крыла сильно скошен и расположен под острым углом к продольной анальной жилке, а вторая радиомедиальная жилка переднего крыла — косо к медиальной. Длина задних тазиков меньше расстояния от основания тазиков до основания заднего крыла. Нервулюс сзади нередко с узким склеритизированным пятном.

## Экология
Эндопаразиты, часто полиэмбрионические, гусениц чешуекрылых.

## Систематика
В составе подсемейства:
- Austrozele
- Hymenochaonia
- Macrocentrus Curtis, 1833